# Indianerpigen
Indianerpigen (originaltitel: The Barrier) er en amerikansk stumfilm fra 1917 instrueret af Edgar Lewis. Filmen er baseret på en romanen The Barrier skrevet af Rex Beach, der også har produceret filmen. 
Filmen havde dansk premiere i januar 1919.
Filmen blev genindspillet i 1926.

## Handling
Filmen omhandler den unge pige Necia (spillet af Mabel Julien Scott), der er adopteret af en fordreven aristokrat fra Virginia, John Gaylord (spillet af Russell Simpson). Efter at have opdraget Necia til at tro, at han er hendes biologiske far, har Gaylord beskyttet datteren fra sandheden: At hendes biologiske er en brutal og slet mand. Ved filmens slutning vender den biologiske far vender tilbage til Necias liv i en dramatisk finale.